# Magdalena, Jalisco
Magdalena là một đô thị thuộc bang Jalisco, México. Năm 2005, dân số của đô thị này là 18924 người.